# Porc-épic
Pour les articles homonymes, voir Porc-Épic (homonymie).
Taxons concernés
Deux genres du sous-ordre des Hystricognatha
- Erethizontidae, du nouveau monde
- Hystricidae, de l'ancien mondemodifier

Les porcs-épics sont des rongeurs caractérisés par une robe pleine de piquants et des mœurs nocturnes. Ils sont classés au sein de deux familles : les Hystricidae, c'est-à-dire les porcs-épics de l'Ancien Monde, et les Erethizontidae, c'est-à-dire ceux du Nouveau Monde. Longtemps réunies dans un seul groupe, les deux familles sont aujourd'hui séparées, car de nombreuses et profondes différences séparent un groupe de l'autre.

## Caractéristiques communes

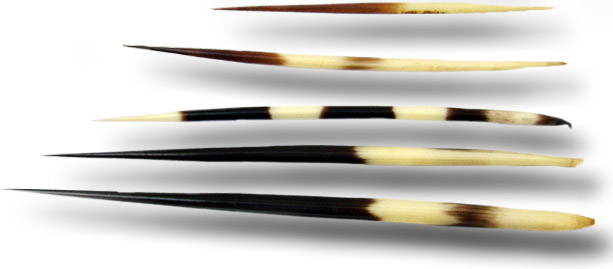
Comme le hérisson, le porc-épic peut infliger des blessures douloureuses grâce à ses épines dures et orientables.

Répartition des hystricidae

Les porcs-épics sont des rongeurs qui se répartissent en deux familles :  Hystricidae, cette première étant originaire des continents africain et asiatique et Erethizontidae, cette dernière étant originaire du continent américain. Leur pelage composé de poils et de piquants les protègent des prédateurs. Ils atteignent des longueurs de 60 à 70 cm, du museau à la queue, et se dressent comme un ours, la plante des pieds posée fermement sur le sol. Contrairement aux rumeurs populaires, les porcs-épics n'ont pas la capacité de projeter leurs piquants. Par contre, ceux-ci se détachent facilement. En restant plantés dans le corps d'un adversaire, les piquants peuvent y provoquer une septicémie.
Les petits naissent sans piquants. Ceux-ci n’apparaissent qu’au troisième jour après leur naissance et sont durs après une semaine.
De caractère solitaire, myopes, ils limitent leur vie sociale aux nécessités de la reproduction et, parfois, au partage de la végétation, leur nourriture. Ils font partie des plus gros rongeurs du monde après le capybara (aussi appelé cabiai), le castor du Canada et le paca (Agouti paca).
Certains représentants d'une espèce d'Amérique du Sud pèsent moins d'un kilogramme alors que beaucoup atteignent les 5 kg. Ceux d'Amérique sont souvent d'excellents grimpeurs aux arbres et leurs piquants sont individualisés (et non en touffes).

## Liste d'espèces appelée «porc-épic»
Note : certaines espèces ont plusieurs noms.

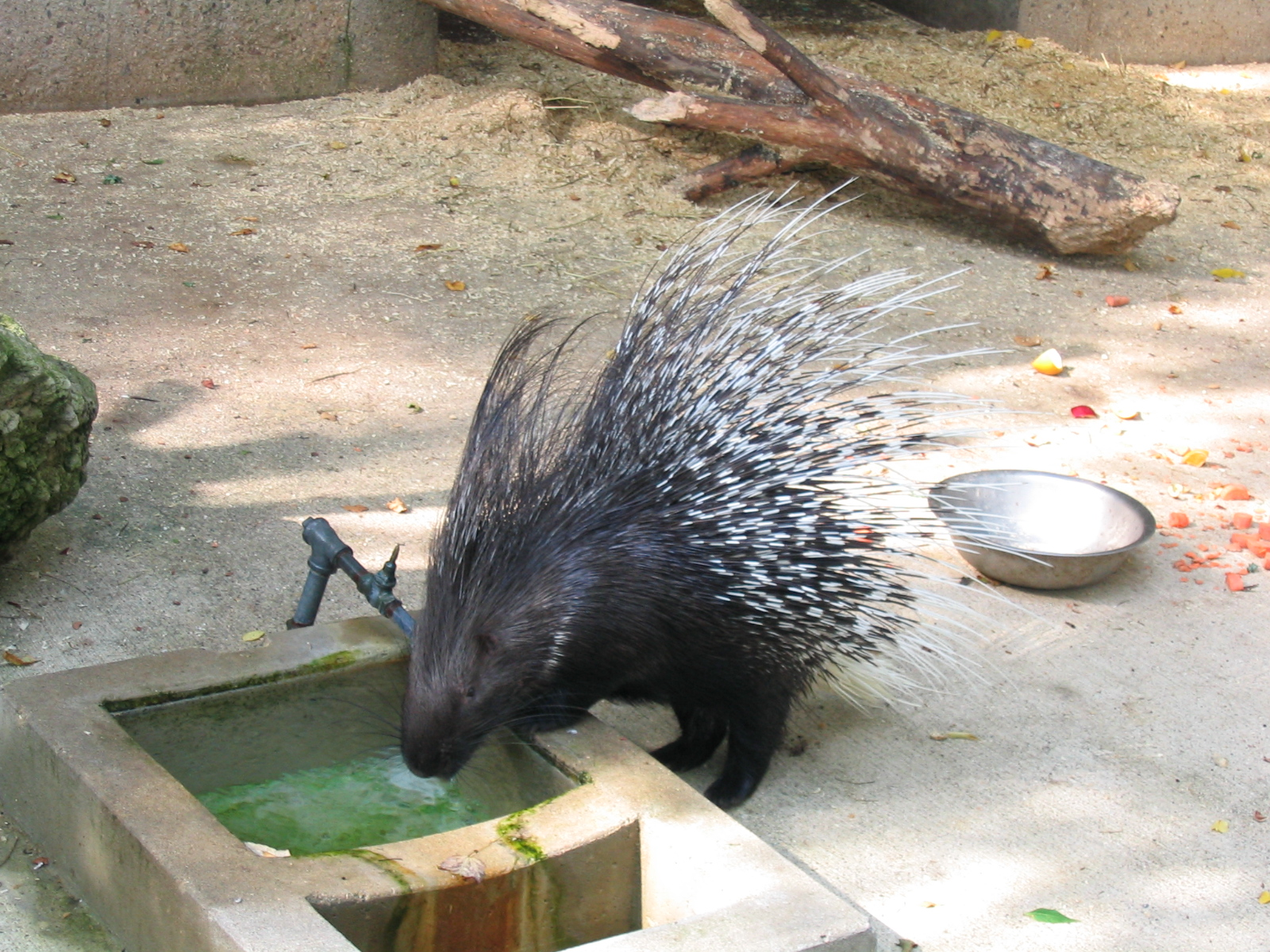
Porc-épic de la famille
des Hystricidae

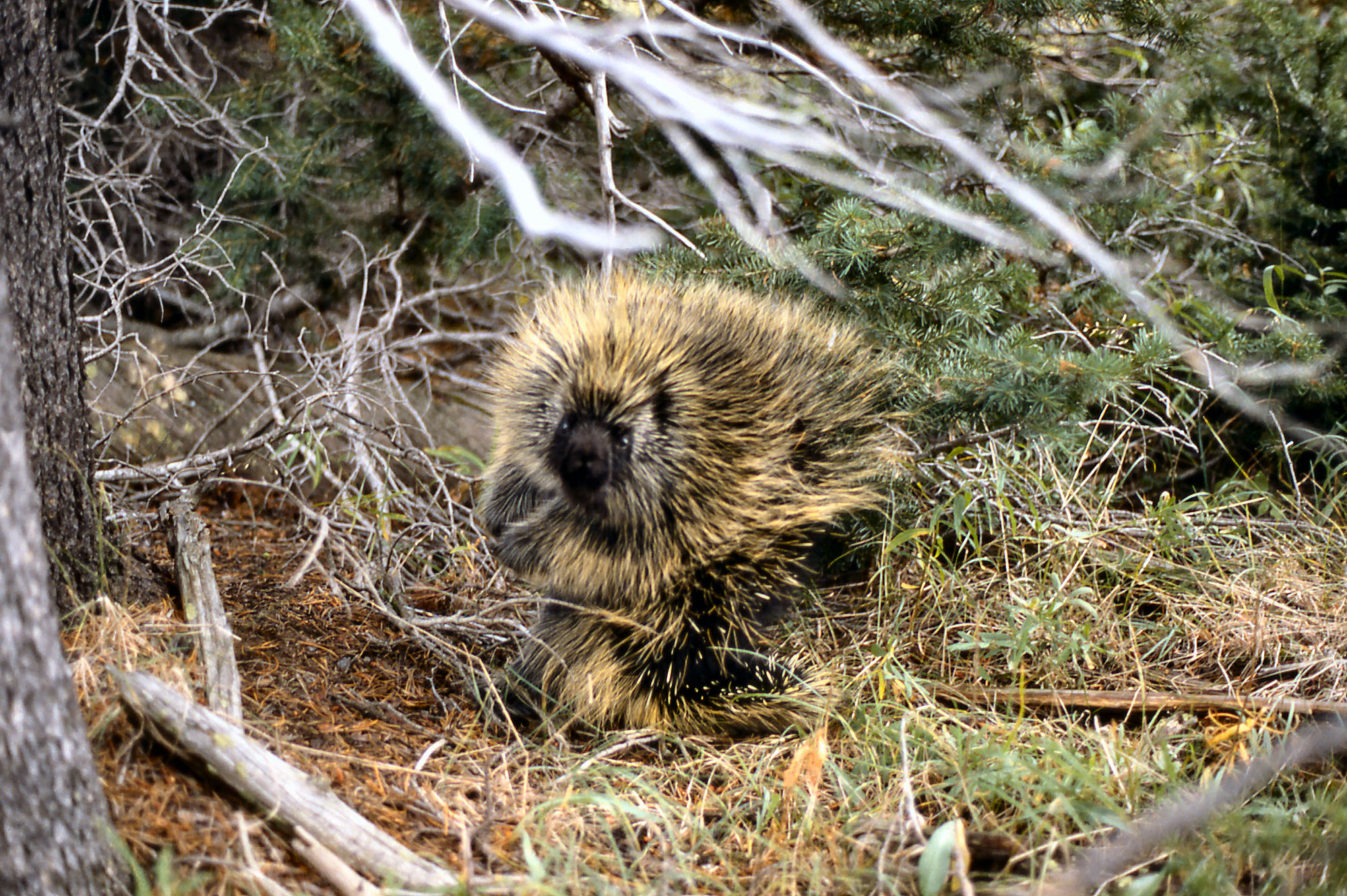
Porc-épic de la famille des Erethizontidae

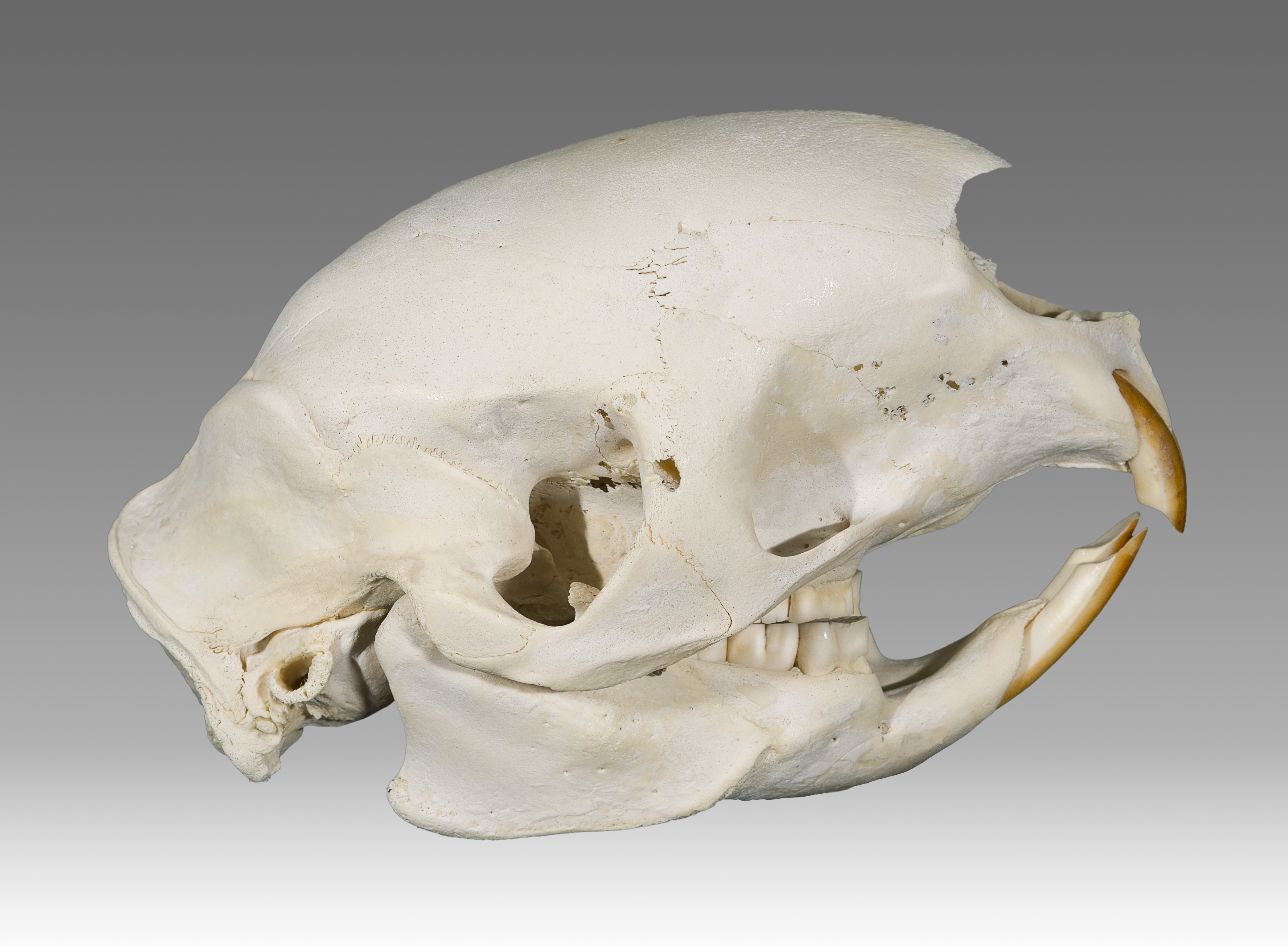
Hystrix cristata Musée de Toulouse

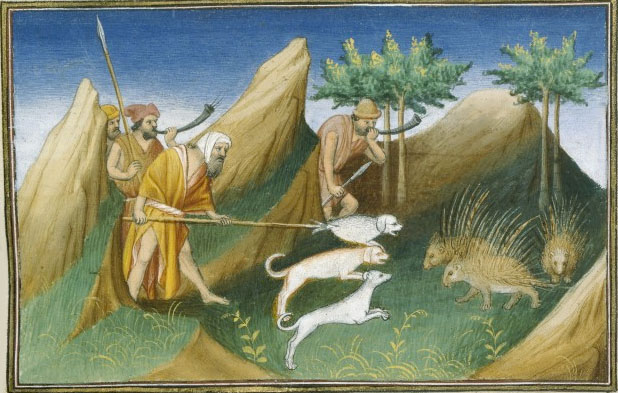
Chasse au porc-épic près de Talikhan, illustration du Livre de Marco Polo (ms. 2810, XVe siècle).

- Porc-épic africain - Hystrix cristata
- Porc-épic d'Afrique - Hystrix galatea[2] et Hystrix africaeaustralis[3]
- Porc-épic d'Afrique du Sud - Hystrix africaeaustralis[2],[3]
- Porc-épic d’Amérique - Erethizon dorsatum[4]
- Porc-épic d’Amérique du Nord ou Porc-épic nord-américain - Erethizon dorsatum[5],[2],[3]
- Porc-épic des Antilles - Coendou insidiosus[3]
- Porc-épic d’arbre mexicain - Sphiggurus mexicanus
- Porc-épic d’arbre sud américain - Sphiggurus spinosus
- Porc-épic de Bornéo - Thecurus crassispinis[2],[3]
- Porc-épic brésilien - Coendou prehensilis
- Porc-épic du Cap - Hystrix africaeaustralis[3]
- Porc-épic chinois - Hystrix brachyura[3]
- Porc-épic commun - Hystrix cristata[3]
- Porc-épic à crête - Hystrix cristata[2],[3]
- Porc-épic sans crête - Acanthion spp.[2]
- Porc-épic épineux - Chaetomys subspinosus[3]
- Porc-épic d'Europe - Hystrix cristata[3]
- Porc-épic himalayen - Hystrix hodgsoni et Hystrix brachyura[3]
- Porc-épic indien - Hystrix indica[3]
- Porc-épic d'Indonésie - Thecurus pumilis (syn. Hystrix pumila)[3]
- Porc-épic de Koopman - Coendou koopmani
- Porc-épic laineux - Coendou insidiosus[3]
- Porc-épic à la longue queue - Trichys fasciculata[2]
- Porc-épic malais ou Porc-épic de Malaisie - Hystrix brachyura et Hystrix crassispinis[3]
- Porc-épic nain d'Indonésie - Thecurus pumilis[2]
- Porc-épic nain touffus de Bahia - Sphiggurus insidiosus
- Porc-épic nain touffus pallid - Sphiggurus pallidus (espèce éteinte)
- Porc-épic nain aux piquants bruns - Sphiggurus vestitus
- Porc-épic nain touffus aux piquants orange - Sphiggurus villosus
- Porc-épic des Philippines - Thecurus pumilis[2]
- Porc-épic à piquants bicolores - Coendou bicolor
- Porc-épic préhensile - Sphiggurus mexicanus (syn. Coendou mexicanus)[2] et Coendou prehensilis[3]
- Porc-épic préhensile mexicain - Sphiggurus mexicanus (syn. Coendou mexicanus)[2],[3]
- Porc-épic préhensile du Paraguay - Coendou spinosus[3]
- Porc-épic à queue blanche - Hystrix leucura[2]
- Porc-épic à queue en brosse - Espèce du genre Atherurus[2]
- Porc-épic à queue courte - Acanthion spp.[2]
- Porc-épic à queue en souche - Echinoprocta rufescens
- Porc-épic de Rothschild - Coendou rothschildi
- Porc-épic rougeâtre - Coendou rufescens[3]
- Porc-épic de Sumatra - Thecurus sumatrae (syn. Hystrix sumatrae)[2],[3]

À noter l'emploi occasionnel de l'expression petit porc-épic pour désigner un tenrec zébré de l'espèce Hemicentetes semispinosus.

## Les porcs-épics dans la culture
La légende selon laquelle le porc-épic est capable de lancer ses piquants est attestée chez les auteurs grecs anciens comme Oppien de Syrie, Élien le Sophiste et Timothée de Gaza.
Le porc-épic est parfois considéré comme un symbole solaire, image de l'intouchable et de l'inaccessible. 
En héraldique il est d'abord utilisé comme emblème par les ducs d'Orléans, qui créent également l'Ordre du Porc-Épic. L'emblème est ensuite porté à titre personnel par le roi Louis XII qui en décorera ses armoiries et sa monnaie,. Il est souvent associé à la devise du roi : « de près et de loin » (Cominus eminus).
En philosophie, son comportement en groupe est choisi pour illustrer un bref apologue de Schopenhauer dans son ouvrage Parerga et Paralipomena  (1851) : comme le porc-épic en « troupeau », les êtres humains doivent garder une distance sociale médiane pour vivre en société.
C'est aussi l'un des symboles officieux du Parti libertarien et des libertariens, similaire à l'âne démocrate et à l'éléphant républicain. 

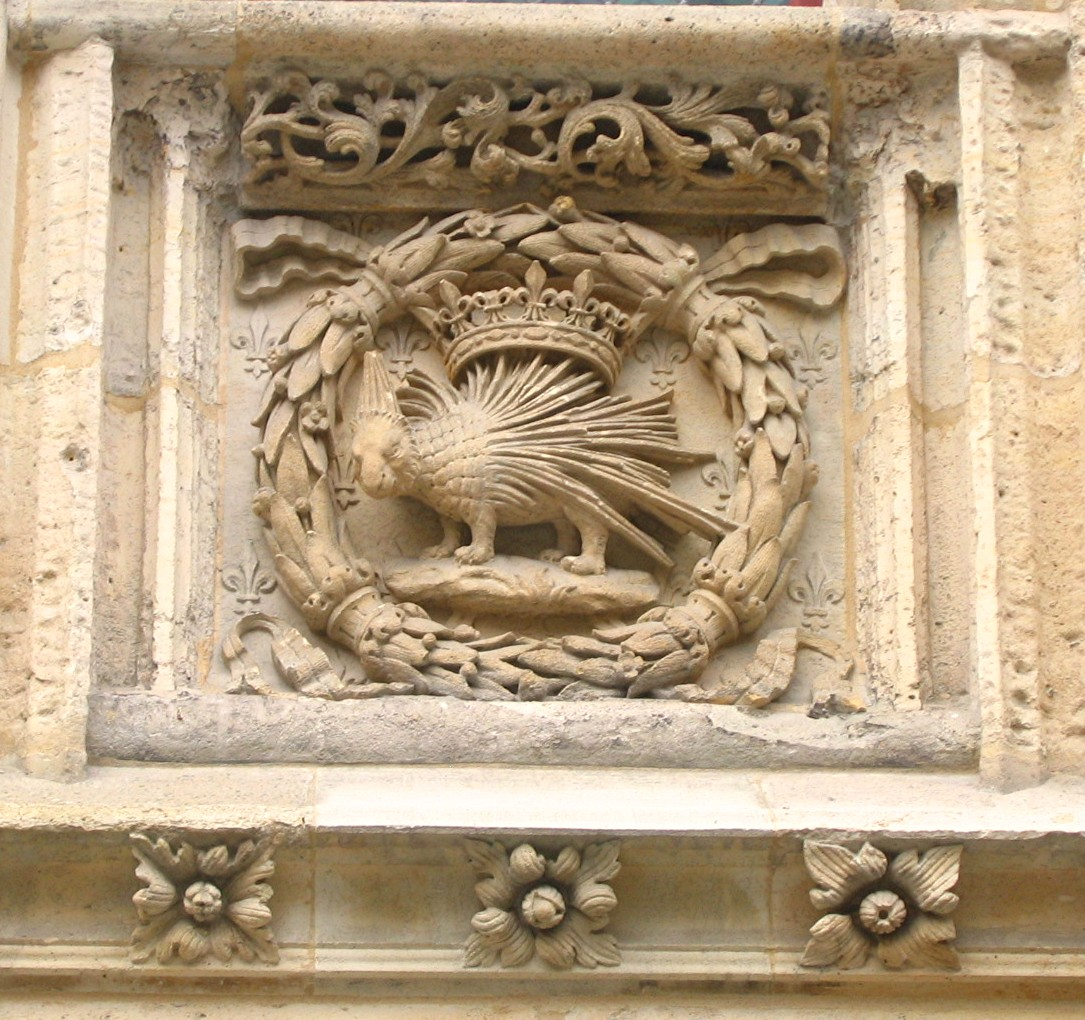
Le symbole du roi de France Louis XII, le porc-épic, Hôtel de Bourgtheroulde à Rouen.
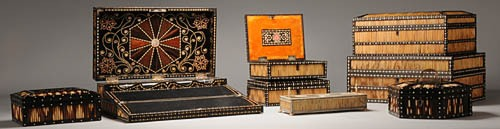
Les piquants de ces animaux sont utilisés pour orner des objets décoratifs comme ces boîtes.
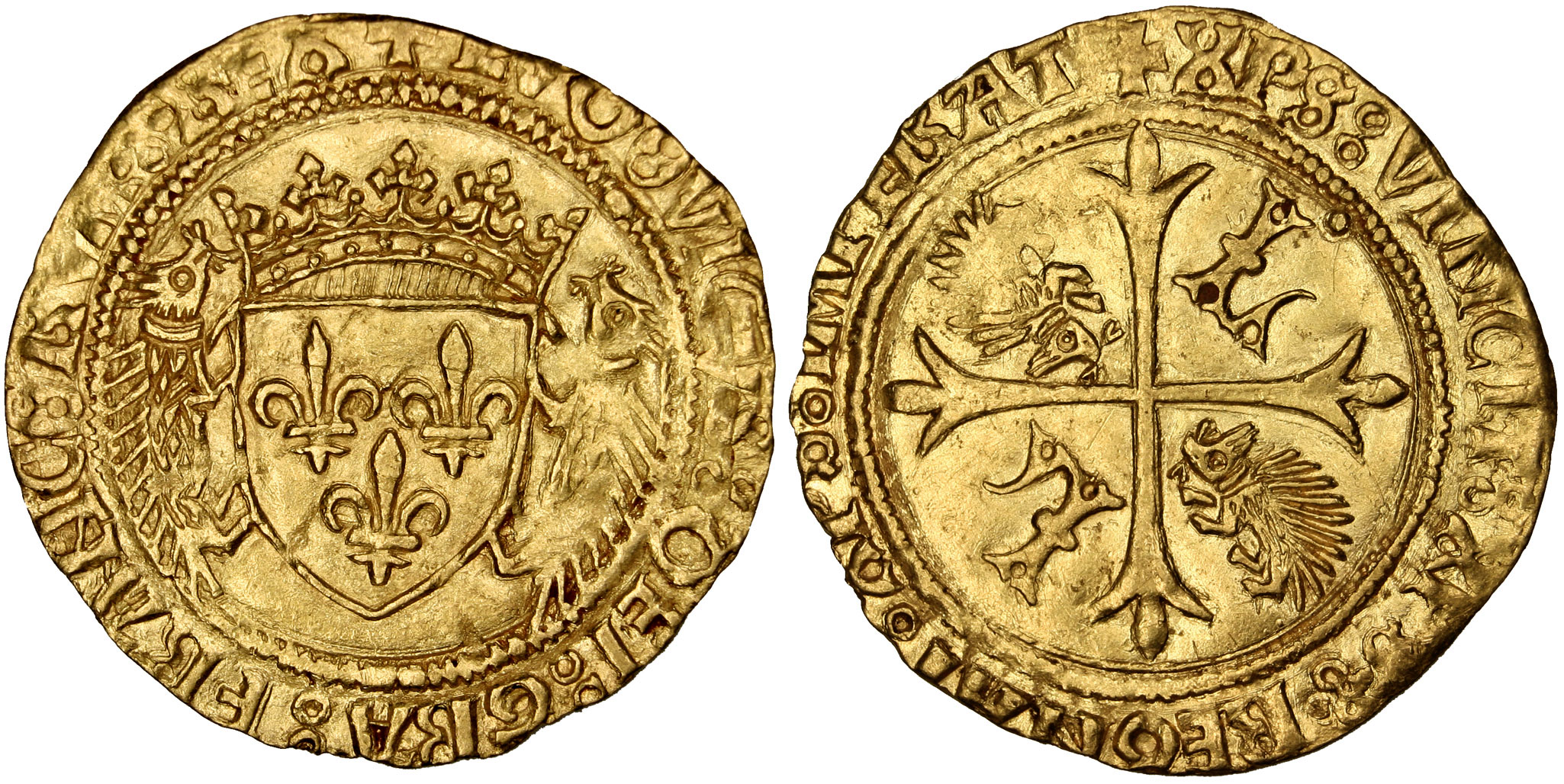
Écu d'or aux porcs-épics, frappé sous Louis XII.
Le porc-épic, symbole des libertariens américains.
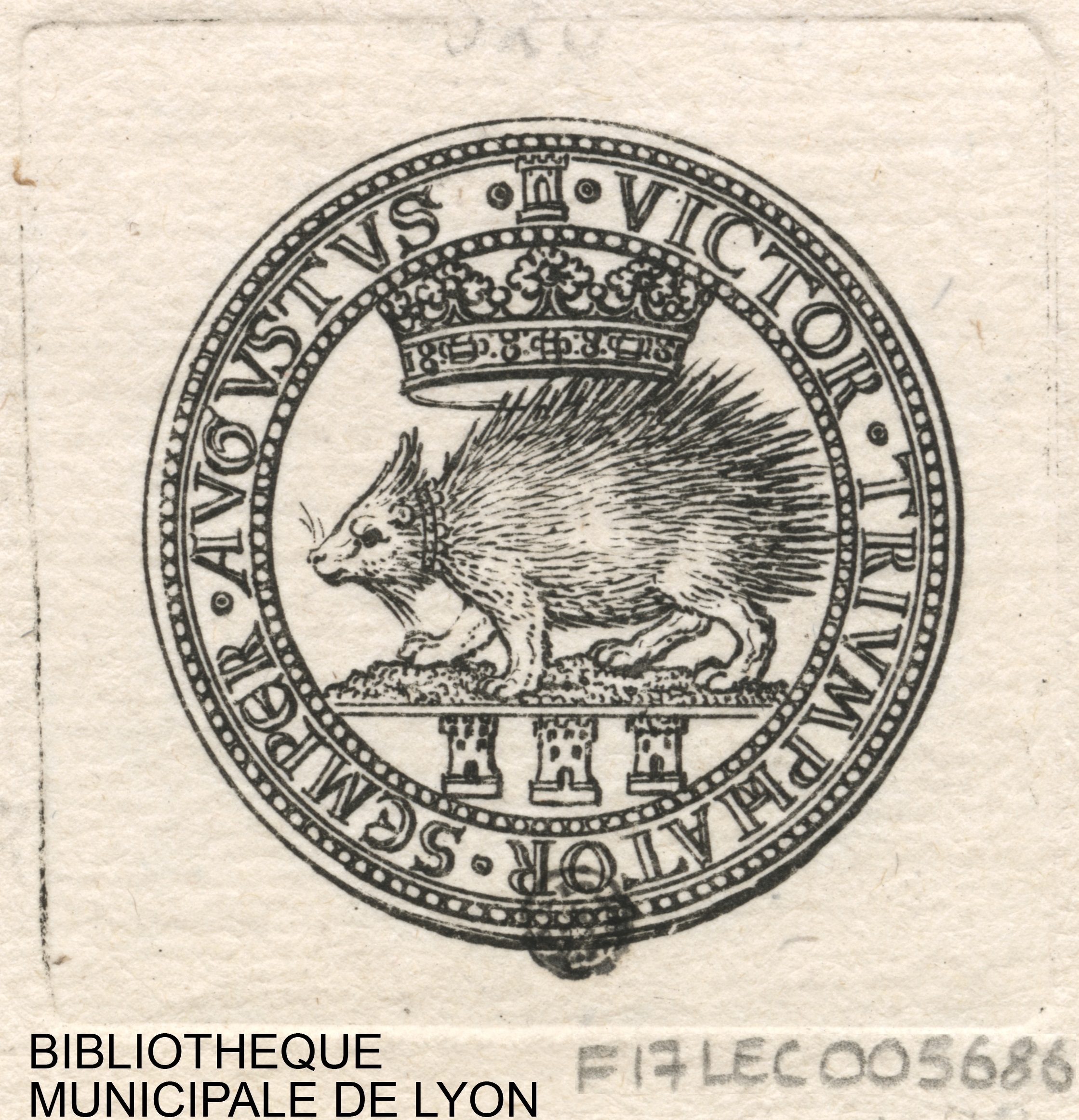
Ecu au porc-épic, Médaille pour Louis XII : revers.